# Robert de Brus
Robert de Brus también Robert de Brwyse (c. 1071-m. 11 de mayo de 1141) fue un noble anglonormando que supuestamente acompañó a Guillermo II de Normandía en su conquista de Inglaterra. Señor de Skelton y Annandale. Fue uno de los nobles más cercanos a la corona en la corte de Enrique I de Inglaterra, donde coincidió con Príncipe David de Escocia durante su exilio (1093), con quien mantuvo una íntima amistad. En 1124 David se convirtió en rey de Escocia y otorgó entonces a Robert de Brus el señorío de Annandale. Robert de Brus es el primer referente de la familia de Bruce.
Las citas más antiguas de historiadores y anticuarios, imputaban al jarl de las Órcadas Rögnvald Brusason la paternidad de Robert de Brus, algo improbable porque ninguna fuente menciona su origen y procedencia desde el norte, sino desde Normandía. Tampoco hay evidencia que acompañase a Guillermo el Conquistador pues Roberto de Brus murió en 1141, lo que implicaría una larga existencia nada habitual en la época, aunque coincidió en su reinado como rico magnate de Yorkshire donde poseía 94 feudos.
Fundador del Priorato de Gisborough en 1119, donde fue sepultado tras su muerte el 11 de mayo de 1141.

## Herencia
Se casó con Agnès de Paganel (c. 1076-1170), una hija de Fulk [Fulco] Paynel (Paganel), señor de Dudley (m. 1129), aunque otras fuentes mencionan también a Agnes de Annan. Fruto de esa relación nacieron varios hijos:
- Descendencia con Agnès de Annan:
  - Agatha Brus de Skelton (c. 1095-1142), esposa de Ranulf Taylbois (FitzRibald), segundo señor de Middleham (c. 1080-1168);
  - Robert II de Brus (Le Meschin c. 1103-1190).

- Descendencia con Agnès de Paganel:
  - Adam de Brus (c. 1105-1143), señor de Skelton y Cleveland.